# نيفيل يونغ
نيفيل يونغ (بالإنجليزية: Neville Young)‏ هو محامي نيوزيلندي، ولد في عقد 1940، وتوفي في 9 فبراير 2019.